# Act of Creation
Act of Creation je třetí studiové album české powermetalové hudební skupiny Sebastien. Vydáno bylo 23. února 2018 u společnosti Pride & Joy Music. Skupina ho sama nahrála ve studiu Dark Chamber Sounds v Úpici, o mix a mastering se místo Rolanda Grapowa postaral její kytarista Andy Mons. Sebastien totiž jednak chtěli snížit náklady na album a jednak chtěli získat vlastní zvuk, který by skupinu charakterizoval. Na desce se hudebně podílelo několik hostů; Mayo Petranin, Apollo Papathanasio, Kristýna Dostálová a kytarista Djordje Erič. Všechny písně jsou nazpívány v angličtině, výjimku tvoří bonusová skladba „V síti štěstí“.

## Seznam skladeb
| Pořadí         | Název                 | Délka |
| -------------- | --------------------- | ----- |
| 1.             | Act of Creation       | 4:27  |
| 2.             | No Destination        | 3:02  |
| 3.             | Wake Up               | 4:12  |
| 4.             | Amy                   | 5:39  |
| 5.             | Evermore              | 4:33  |
| 6.             | My Empire             | 3:49  |
| 7.             | Queen from the Stars  | 4:34  |
| 8.             | Winner                | 4:01  |
| 9.             | Heal My Soul          | 3:68  |
| 10.            | Promises              | 3:30  |
| 11.            | Die in Me             | 4:55  |
| 12.            | Full Moon Child       | 4:53  |
| 13.            | Hero                  | 5:22  |
| 14.            | V síti štěstí (bonus) | 4:35  |
| Celková délka: | Celková délka:        | 62:52 |

## Obsazení
- George Rain – zpěv
- Andy Mons – kytara
- Petri Kallio – baskytara
- Pavel Dvořák – klávesy
- Lucas R. – bicí

Hosté
- Mayo Petranin – zpěv
- Apollo Papathanasio – zpěv
- Kristýna Dostálová – zpěv
- Djordje Erič – kytara

Technická podpora
- George Rain – produkce
- Petri Kallio – produkce
- Andy Mons – produkce